# Цивета Лики
Цивета Лики или гигантская цивета (лат. Viverra leakeyi) — вымерший вид хищных млекопитающих семейства Виверровых (Viverridae).
Жил в миоцене-плиоцене.
Места нахождения останков: Африка (Лангебаанвег, Эфиопия, Танзания и долина реки Омо).
Цивета Лики является самым крупным известным на данный момент представителем семейства Виверровых. Она достигала размера маленького леопарда, имея при этом рост 59 см и вес около 40 кг.

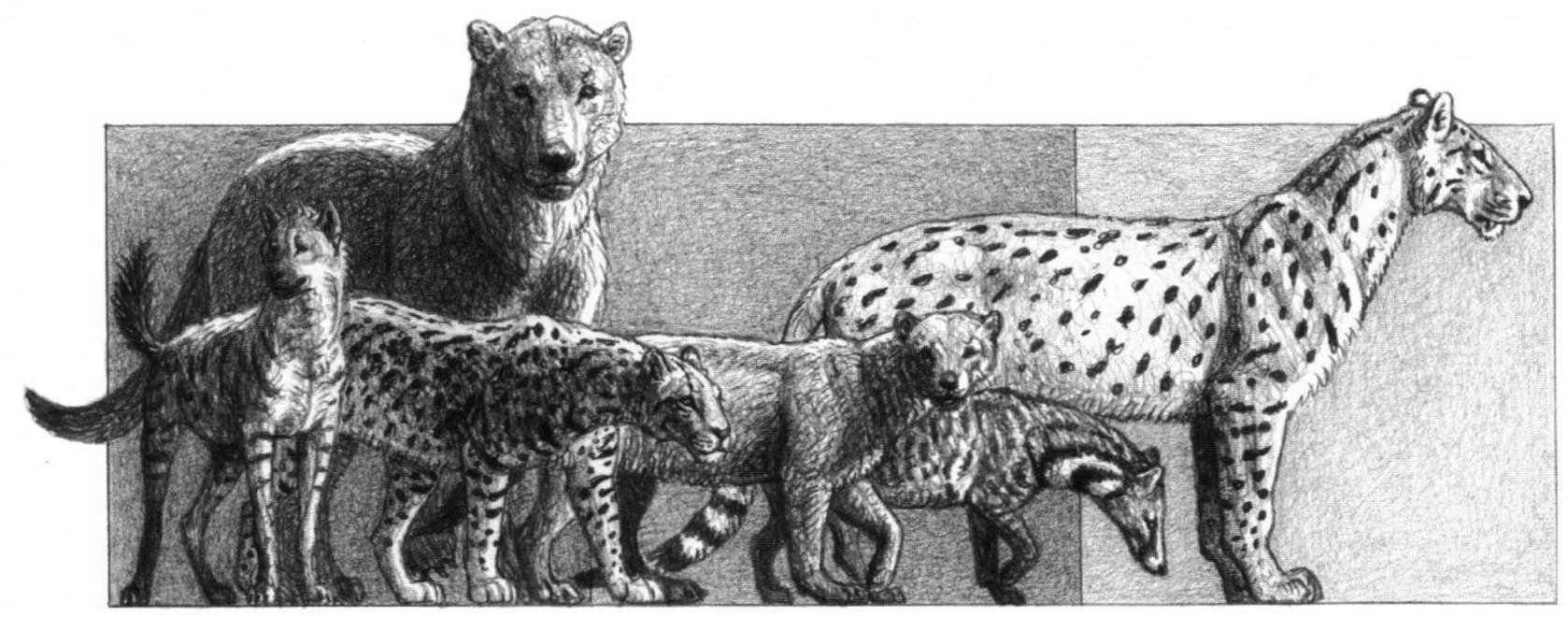

Внешне напоминает современные азиатские виды. Считается, что этот вид тесно связан с видом Civettictis civetta (африканская цивета).
Предполагается, что цивета Лики являлась активным хищником.